# 勝矢剣太郎
勝矢剣太郎（勝矢劔太郎、かつや けんたろう）は、日本の作家、翻訳家、脚本家。

## 原作・脚本
町田櫻園が主催する花月園少女歌劇団の演目に名前が残っている。
- 『黒ン坊王子』（1923年6月）
- 『ほたる』（1923年7月）
- 『彌次喜多道中』（1923年9月）：上演初日に発生した関東大震災のため、未演と思われる。

## ボーイスカウト活動
1927年、イギリスを訪問してロバート・ベーデン＝パウエル卿へ直接、ボーイスカウト運動（スカウティング）の起源と薩摩藩の郷中教育の関係について問いただした。
「当の御本人に秘書を通じてただせば、卿は『いづれと云ふ程の確たるものがなく、只日本に負ふ処頗る多い』として私の試問に答へられてゐる。」（勝矢剣太郎著『欧州のスカウト行脚』） 

## 著作
- 『欧州スカウト行脚』／『欧州のスカウト行脚』（成輝堂書房、1928年）
- 『趣味の伊賀路 中大和と伊勢詣で』（笹川臨風らと共著、安進舎・趣味ノ旅叢書、1929年）

## 翻訳
- 『英人ミルンの徒然草』（A・A・ミルン著、安進舎出版部、1933年）